# Águas Mornas
Pour les articles homonymes, voir Mornas (homonymie).
Águas Mornas est une ville brésilienne située dans l'État de Santa Catarina.

## Généralités
La ville est connue pour ses eaux thermo-minérales, considérées parmi les meilleures du monde pour leurs propriétés curatives. Durant toute l'année, elle attire des milliers de touristes dans ses piscines à 39 °C. Ses eaux sont idéales pour le traitement  de l'arthrite, des rhumatismes, de l'eczéma, etc.,.

## Géographie
Águas Mornas se situe à une latitude de 27° 41' 38" sud et à une longitude de 48° 49' 26" ouest, à une altitude de 70 mètres.
Sa population était de 5 546 habitants au recensement de 2010. La municipalité s'étend sur 361 km2.
La ville se situe à 40 km de la capitale de l'État, Florianópolis. Elle fait partie de la microrégion de Tabuleiro, dans la mésorégion du Grand Florianópolis.
Le climat de la municipalité est tempéré, avec une température moyenne oscillant entre 15 °C et 30 °C.
Située sur les contreforts de la serra do Tabuleiro, la  municipalité comporte de vastes zones couvertes de forêt atlantique.
La population d'Águas Mornas est encore rurale à plus des 2/3. Son IDH était de 0,783 en 2000 (PNUD).

## Histoire
Les premiers colons, 40 familles originaires d'Allemagne, arrivent dans la région d'Águas Mornas en 1860 en provenance de la colonie voisine de São Pedro de Alcântara. Ils sont bientôt suivies d'autres expéditions. En 1861, la nouvelle colonie compte déjà 622 habitants.
En 1869, la ville devient un district de Palhoça sous le nom de Teresópolis, avant d'être rattachée à Santo Amaro da Imperatriz sous le nom de Queçaba en 1958. La localité se développe cependant lentement à cause de la faible fertilité des sols de la région.
Enfin, le 19 décembre 1961, la ville devient une municipalité indépendante et change son nom pour Águas Mornas (« eaux tièdes » en français) à cause des nombreuses sources thermales que l'on trouve dans les environs,,.

## Économie et tourisme
L'économie de la municipalité est basée sur l'exploitation des eaux thermales (et le tourisme lié) et la culture des légumes.

## Culture
La principale fête célébrée à Águas Mornas est, au mois de juin, la fête du Sacré-Cœur de Jésus (festa do Sagrado Coração de Jesus en portugais).
Águas Mornas comporte encore plusieurs localités à l'architecture typique de l'époque de la colonisation, Vargem Grande, Santa Isabel et Teresópolis.

## Administration

### Liste des maires
Depuis son émancipation de la municipalité de Santo Amaro da Imperatriz en 1961, Águas Mornas a successivement été dirigée par:
- José Higino Martins - 1961 à 1963
- Paul Esser - 1963 à 1969
- Baldoino Weber - 1969 à 1973
- Germano José Steinbach - 1973 à 1977
- Mário José Koerich - 1977 à 1983
- Walmor Lehmkuhl - 1983 à 1988
- Elmar Antônio Thiesen - 1989 à 1992
- Lauri Thiesen - 1993 à 1996
- Valdecir José Sens - 1997 à 2000
- Elmar Antônio Thiesen - 2001 à 2008
- Pedro Francisco Garcia - 2009 à aujourd'hui

### Divisions administratives
La municipalité est constituée d'un seul district, siège du pouvoir municipal.

## Villes voisines
Águas Mornas est voisine des municipalités (municípios) suivantes :
- São Pedro de Alcântara
- Santo Amaro da Imperatriz
- São Bonifácio
- Anitápolis
- Rancho Queimado
- Angelina